# Favignana
Favignana település Olaszországban, Trapani megyében. Lakosainak száma 4525 fő (2023. január 1.).

## Népesség
A település népességének változása:
| Lakosok száma | 4292 | 4351 | 4525 |
|               | 2017 | 2018 | 2023 |